# Lester Williams
Lester Williams (Miami, 19 gennaio 1959 – Birmingham, 16 agosto 2017) è stato un giocatore di football americano statunitense che ha militato nel ruolo di defensive tackle nella National Football League (NFL).

## Carriera
Al college Williams giocò a football a Miami, venendo premiato come All-American. Fu scelto nel corso del primo giro (27º assoluto) del Draft NFL 1982 dai New England Patriots. Nella sua prima stagione mise a segno due sack, venendo inserito nella formazione ideale dei rookie dalla Pro Football Writers of America. Nel 1985 raggiunse il primo Super Bowl della storia della franchigia, perso contro i Chicago Bears. Chiuse la carriera con i San Diego Chargers nel 1986 e con i Seattle Seahawks nel 1987.

## Palmarès

### Franchigia
- American Football Conference Championship: 1

New England Patriots: 1985

### Individuale
- PFWA All-Rookie Team - 1982